# Receptor de mesura

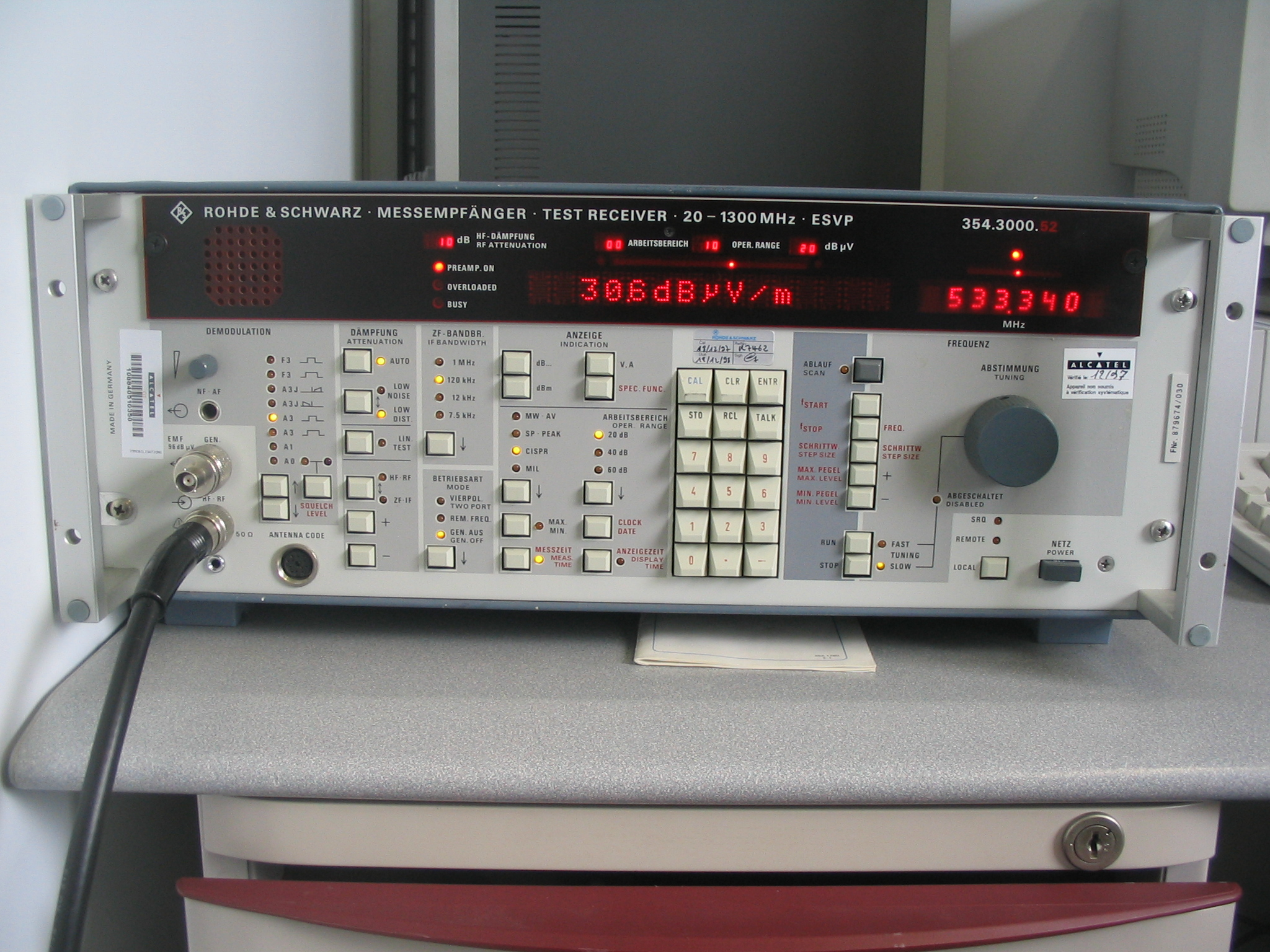
Aquest receptor fabricat per l'empresa alemanya Rhode & Schwarz cobreix el rang de freqüències HF, VHF i UHF des de 20 MHz fins a 1300 MHz. S'utilitza per mesurar els camps d'interferència electromagnètica radiats entre 20 i 1300 MHz aquí al lloc de mesura de l'espai lliure d'Alcatel a Lannion. Aquest és un requisit de les proves de compatibilitat electromagnètica que es demanen per obtenir el marcatge C.E. El detector utilitzat aquí és el detector quasi-pic amb el preselector posat en servei i l'ample de banda estandarditzat de 120 kHz. El coixinet d'entrada està configurat a 10 dB. El rang dinàmic del detector CISPR està establert en 20 dB. La freqüència de sintonització és de 533,340 MHz; el nivell mesurat és de 30,6 dB uV/m.

En telecomunicacions, un receptor de mesura és un receptor de ràdio calibrat de laboratori dissenyat per mesurar les característiques dels senyals de ràdio. Els paràmetres d'aquests receptors (freqüència de sintonització, ample de banda de recepció, guany) normalment es poden ajustar en un rang de valors molt més ampli que el que passa amb altres receptors de ràdio. Els seus circuits estan optimitzats per a l'estabilitat i per permetre el calibratge i els resultats reproduïbles. Alguns receptors de mesura també tenen circuits d'entrada especialment robusts que poden sobreviure a breus impulsos de més de 1000 V, ja que poden ocórrer durant les mesures de senyals de ràdio en línies elèctriques i altres conductors.

## Tipus
Segons l'àrea d'aplicació prevista, es poden distingir diversos tipus de receptors de mesura:
- Els analitzadors d'espectre estan pensats per mostrar gràficament l'espectre d'amplitud d'un senyal de ràdio a escala logarítmica.
- Els analitzadors de modulació estan pensats per mesurar amb precisió no només el nivell de potència del senyal, sinó també el grau de modulació (com la profunditat AM, les desviacions FM/PM) i les distorsions de modulació.
- Els receptors EMI estan dissenyats per complir amb els requisits detallats dels equips dels estàndards de mesura per a interferències de ràdio, com ara l'especificació civil CISPR 16-1-1 o l'especificació militar MIL-STD 461. El receptor EMI té amples de banda IF definits (normalment 200 Hz, 9 kHz, 120 kHz, 1 MHz) i modes de detector estandarditzats (pic, quasipic, mitjana, rms, CISPR-AV i CISPR-RMS, RMS-Average). Utilitzen una preselecció per a un rang dinàmic millorat.
- Els sistemes de mesura EMI en el domini del temps i el receptor EMI en temps real són sistemes que realitzen un mostreig de banda base i simulen digitalment tots els detectors i amples de banda FI. Normalment, això es fa mitjançant la transformada ràpida de Fourier a curt temps (STFFT). Aquests sistemes de mesura emulen diversos milers de receptors EMI digitalment en paral·lel. Els instruments més avançats permeten accelerar la mesura en un factor de 4000. Les mesures es poden realitzar segons les normes CISPR 16-1-1, MIL-STD 461 i DO-160. El benefici són mesures de compliment complet extremadament ràpides. Les mesures es realitzen amb amples de banda FI definits segons CISPR o MIL-STD 461F, així com DO160 i els modes de detector (pic, quasipic, mitjana, rms, CISPR-AV i CISPR-RMS, RMS-mitjana). Utilitzen una preselecció per a un rang dinàmic millorat. Gauss Instruments ofereix receptors EMI de compliment total amb una amplada de banda d'anàlisi en temps real de 645 MHz amb 2 detectors CISPR paral·lels. L'exploració en temps real de diversos GHz també està disponible en productes seleccionats.
- Els receptors TEMPEST estan dissenyats per complir amb els requisits dels estàndards de mesura per a emissions comprometedores com SDIP-27 o NSTISSAM TEMPEST/1-92. Per exemple, el seu rang de freqüències s'estén fins a freqüències acústiques (normalment 100 Hz), el seu ample de banda es pot ajustar en 1-2-5 passos des d'uns quants hertzs fins a més de 100 MHz, i la seva sensibilitat i xifra de soroll pretén estar a prop del que és tècnicament factible.

Els sistemes de mesura EMI en el domini del temps mostren característiques addicionals com el mode d'espectrograma ponderat, el mode d'oscil·loscopi i la mesura de pertorbacions discontínues segons CISPR 14-1.

## Aplicacions
Els receptors de mesura s'utilitzen amb antenes calibrades per
- determinar la intensitat del senyal i el compliment dels estàndards dels senyals de difusió,
- investigar i quantificar la interferència de radiofreqüència,
- determinar el compliment d'un dispositiu amb les interferències electromagnètiques i les normes i regulacions TEMPEST.

Els receptors de mesura també s'utilitzen sense antenes
- calibrar atenuadors de RF i generadors de senyal.

Els receptors de mesura s'utilitzen àmpliament en entorns de laboratori de metrologia i calibratge, monitorització de l'espectre i instal·lacions de compatibilitat electromagnètica.